# نسبة (رياضيات)

نسبة العرض إلى الطول في شاشات الحاسب التقليدية

النسبة في الرياضيات تعبر عن العلاقة بين مقداري كميتين مقاستين، ويعبر عنها بطرق مختلفة إما بالقول (نسبة a إلى b) أو ككسر من الشكل:{\displaystyle a/b} أو a:b.
النسب هي كميات لاواحدية عندما تتعلق بكميتين من ذات البعد (نسبة وزن إلى وزن أو طول إلى طول...الخ) وتكون النسبة دائماً لا كسر فيها أما لو كان فيها كسر فلا بد من تحويله إلى رقم صحيح. ولكن عندما تكون الكميتان المقارنتان مختلفتين فتكون واحدة النسبة هي واحدة الكمية الأولى «على» واحدة الكمية الثانية. مثلاً: السرعة هي نسبة المسافة إلى الزمن فهي قد تُقدر بوحدة «متر\ثانية» إذا كانت المسافة مقدرة بالمتر والزمن بالثانية.

## التناسب
يقال عن كميتين أنهما متناسبتان إذا كان تغير كل منهما مرتبط بتغير الأخرى بنسبة ثابتة ما.

### التناسب الطردي
يقال أن كميتين متناسبتان طرداً عندما تكون زيادة إحداهما مرتبطة بزيادة الأخرى بنسبة ثابتة أو عدد ثابت.
مثال1
تتناسب كمية استهلاك الماء تناسبا طرديا مع عدد السكان.
ويمكن التعبير عن ذلك رياضيا بالمعادلة:
كمية الماء المستهلك الكلية = كمية الماء التي يستهلكها الفرد x عدد السكان
ويمكن صياغة هذه المعادلة في صورة أخرى:
كمية الماء المستهلك الكلية = ثابت x عدد السكان
حيث: الثابت = معدل استهلاك الفرد من الماء.
مثال 2
تتناسب استطالة قضيب معدني تناسبا طرديا مع درجة الحرارة.
والصيغة الرياضية لذلك هي:
الاستطالة = ثابت x درجة الحرارة
والثابت هنا هو معامل التمدد الحراري
فمثلا قضيب طوله L0 قبل التسخين يكون طوله بعد التسخين مساويا:
{\displaystyle L\approx L_{0}(1+\alpha \cdot \Delta T)}
حيث:
{\displaystyle \alpha } = معامل التمدد الحراري

### التناسب العكسي
يقال أن كميتين متناسبتان عكساً عندما تكون زيادة كل منهما مرتبطة بنقصان الأخرى بنسبة ثابتة أو عدد ثابت.
مثال
يتناسب التيار الكهربائي تناسبا عكسيا مع المقاومة في الدارة الكهربية.
وتصاغ تلك العلاقة كالآتي:
I =U/R
حيث: I التيار بالإمبير المار في المقاومة R أوم
U الجهد الكهربائي بالفولت الواقع على المقاومة.
حيث يستنتج من المعادلة أنه إذا ما ازداد التيار الكهربائي في الدارة الكهربائية بنسبة ما فإن مقاومة الدائرة R سوف تنخفض بنفس النسبة. والعكس صحيح.

## أمثلة عن استخدام النسب
مثال1 نسبة الماء إلى الاسمنت في خليط الخرسانة فإذا قلنا أن نسبة وزن الماء إلى وزن الاسمنت يجب أن تساوي 1:4 فهذا معناه أن وزن الأسمنت المستخدم يجب أن يساوي 4 أضعاف وزن الماء. وبما أن النسبة في هذه الحالة هي كمية لا واحدية فإنها لا تعطي أي إشارة إلى الوزن المطلوب لكل من المادتين (الماء والاسمنت) على حدة. فقد نستخدم أربع أطنان من الأسمنت مقابل طن من الماء أو قد نستخدم أربع كيلوغرامات من الأسمنت مقابل كيلوغرام واحد من الماء.
مثال2 النسبة الباعية للصورة كما هو مستخدم في شاشات التلفاز والسينما، يقال أن شاشة التلفاز ذات نسبة باعية 4:3 وهذا معناه أن ارتفاع الشاشة يعادل 3/4 عرضها.